# 瀧澤利一
瀧澤 利一（たきざわ としかず、1960年（昭和35年）10月24日 - ）は、日本の実業家。株式会社バルカー代表取締役会長兼CEO。

## 略歴
- 東京都出身[1]
- 法政大学第二高等学校卒業[2]
- 法政大学工学部卒業[3][1]
- 1984年（昭和59年）4月 大成建設株式会社入社
- 1987年（昭和62年）4月 日本バルカー工業株式会社（現：株式会社バルカー）入社
- 1991年（平成3年）4月 伊藤忠商事株式会社出向
- 1994年（平成6年）10月 日本バルカー工業株式会社海外事業部副事業部長兼業務部長
- 1995年（平成7年）6月 日本バルカー工業株式会社取締役海外事業部長兼同業務部長
- 1996年（平成8年）6月 日本バルカー工業株式会社常務取締役社長室担当兼海外事業部長兼同業務部長
- 1996年（平成8年）10月 日本バルカー工業株式会社取締役副社長〔代表取締役〕、社長補佐兼社長室担当兼海外事業部長
- 1996年（平成8年）11月 日本バルカー工業株式会社取締役社長〔代表取締役〕
- 2003年（平成15年）6月 日本バルカー工業株式会社取締役社長兼CEO〔代表取締役〕[4]
- 2019年（令和元年）6月 株式会社バルカー取締役会長兼CEO〔代表取締役〕

## 参考
- 日本バルカー工業株式会社
- 日本バルカー工業株式会社 - 日本経済新聞
- 日本バルカー工業に関するトピックス：朝日新聞デジタル
- 日本工業新聞 経営ひと言／日本バルカー工業・瀧澤利一社長「外と競い合う」

| スタブアイコン | サブスタブ | この項目は、まだ閲覧者の調べものの参照としては役立たない、人物に関連した書きかけの項目です。この項目を加筆・訂正などしてくださる協力者を求めています（P:人物伝/PJ:人物伝）。 |